# Notiphila carinata
Notiphila carinata är en tvåvingeart som beskrevs av Friedrich Hermann Loew 1862. Notiphila carinata ingår i släktet Notiphila och familjen vattenflugor. Inga underarter finns listade i Catalogue of Life.